# La corba de la felicitat
La corba de la felicitat (títol original: Femmes... ou les enfants d'abord...) és una pel·lícula francesa dirigida per Manuel Poirier, estrenada el 2002. Ha estat doblada al català

## Argument
Tom, un pare de família satisfet, és deprimeix. Malgrat la seva dona extraordinària, els seus tres fills meravellosos, el seu treball formidable i els seus veïns feliços, s'avorreix i somnia amb un canvi.

## Repartiment
- Sergi López: Tom
- Marilyne Canto: Lila
- Sylvie Testud: Virginie
- Sacha Bourdo: l'educador
- Jean-Jacques Vanier: el gendarme
- Élisabeth Commelin: la dona del gendarme
- Serge Riaboukine: Martin
- Catherine Riaux: Nadine
- Doria Achour: Nina
- Anne-Claire Le Bot: Delphine
- Glenn Le Fol: Cabells rossos